# Ascorhynchus glaberrimus
Ascorhynchus glaberrimus är en havsspindelart som beskrevs av Schimkewitsch, W. 1913. Ascorhynchus glaberrimus ingår i släktet Ascorhynchus och familjen Ammotheidae. Inga underarter finns listade i Catalogue of Life.